# Everything Must Go (film)
Az Everything Must Go 2010-ben bemutatott amerikai vígjáték-drámafilm Dan Rush rendezésében és Will Ferrell főszereplésével. A film Raymond Carver 1978-as "Miért nem táncolsz?" című novellája alapján készült, és 2011. május 13-án került a mozikba.

## Cselekmény
Az arizonai Arcadiában Nick Halsey üzletkötőt egy Denverben történt incidens után, amely az alkoholizmusával kapcsolatos, 16 éve tartó állásából elbocsátják. Miután a búcsúajándékával - egy svájci bicska, amelyen a neve szerepel - kiszúrta a felettesének, Garynek a gumiabroncsait, azt a helyszínen hagyta. Nick összetűzésbe keveredik tinédzserekkel egy kisbolt előtt. 
Hazatérve azt látja, hogy felesége, Catherine eltűnt, a zárakat kicserélték, és a holmiját szétszórva találja a pázsiton; a nő levelet hagyott neki, amelyben elmagyarázza, hogy elhagyja őt, szintén a denveri incidens miatt, és ne vegye fel vele a kapcsolatot.
Miután a gyepen töltötte az éjszakát, Nick megismerkedik új, terhes szomszédjával, Samanthával, és fizet egy Kenny nevű szomszéd fiúnak, hogy vigyázzon a holmijára. Megtudja, hogy a hitelkártyáit, a közös bankszámláját és a telefonszolgáltatást is elvették, és a céges autóját is visszavették. Majdnem letartóztatják, amikor a rendőrség felszólítja, hogy hagyja el az ingatlan területét, Nick ráveszi őket, hogy lépjenek kapcsolatba az Anonim Alkoholisták-nál lévő szponzorával, Frank Garcia nyomozóval, aki engedélyt ad neki egy kerti kiárusításra, így még három napja van, mielőtt el kell onnan költöznie.
Nick ráveszi Kennyt, hogy segítsen neki eladni a holmiját, megígérve, hogy fizet neki és megtanítja baseballozni, de kezdetben, hiába jön egy-egy érdeklődő, nem hajlandó érzelmileg „elengedni” a tárgyait. Ez hasonló Samantha helyzetéhez, aki még mindig arra vár, hogy férje csatlakozzon hozzá az új házukban. Nick elárulja, hogy hat hónapig józan volt, egészen egy denveri üzleti útjáig, ahol totál részeg lett egy kolléganővel együtt; úgy ébredt, hogy nem emlékezett az előző éjszakára, de a nő panaszt tett ellene, ami az ő kirúgásához vezetett.
Nick rátalál egy évkönyvre, amelyben egy régi osztálytársa, Delilah barátságos üzenete van, és felkeresi őt; a találkozásuk kínos, de Delilah elmondja Nicknek, hogy még mindig jó szíve van. Nick kifogy a pénzből és az alkoholból, és alkoholmegvonási tünetek jelentkeznek nála. Samantha Váliumot hoz neki, és azt mondja, keressen segítséget, de Nick azt válaszolja, hogy ő sem jobb nála, amiért elviseli férje ivászatát és gyakori távollétét, és elviharzik.
Nick arra ébred, hogy Kenny átgondolt árcédulákkal rendezte el a holmijait, és így szinte mindent eladnak. Nick bocsánatot kér Samanthától, aki elismeri, hogy igaza volt, és azt mondta a férjének, hogy vagy hazajön, vagy elválik. Ő, Nick és Kenny elmennek vacsorázni, ahol Nick összefut Garyvel, aki elárulja, hogy a denveri incidens valószínűleg meg sem történt: a női alkalmazottat azért rúgták ki, mert korábban szexuális zaklatásért perelte be a munkatársakat, és Nick valószínűleg visszakapta volna az állását, ha nem lyukasztja ki Gary kerekeit. Amikor Gary hátrahagyja a sörét, Nick tartózkodik tőle, hogy megigya, és visszaadja neki.
Franket meglátogatva az irodájában, Nick felveszi Frank telefonján Catherine hívását. Összevész Frankkel, aki bevallja, hogy Catherine nála lakik; Frank kijelenti, hogy Catherine jobbat érdemel Nicknél. Frank hazaviszi őt, és megállapítja, hogy Nick házassága eleve kudarcra volt ítélve, és odaadja neki Catherine válási papírjait, hogy írja alá, némi pénzzel és Nick házának kulcsaival együtt. Megkérve Franket, hogy mondja meg a feleségének, hogy sajnálja, Nick hazasétál; majdnem megáll a kisboltnál, ahol rendszeresen sört szokott vásárolni, de továbbmegy, és az éjszakát a régi ágyában tölti.
Másnap kifizeti Kennyt - beleértve azt is, amit sörpénzért lefölözött -, és hálás ölelést kap Samanthától, akinek a férje hazajött. Átadja neki a képet, amit néhány nappal korábban készített róla, a férfi által adott szerencsesüti üzenetével: „Még nincs minden veszve”.

## Szereplők
- Will Ferrell – Nicholas „Nick” Halsey, alkoholista
- Rebecca Hall – Samantha, aki épp most költözött az utca túloldalára
- Michael Peña – Frank Garcia nyomozó, Nick szponzora az Anonim Alkoholistáknál
- Christopher Jordan Wallace – Kenny, a szomszéd srác
- Glenn Howerton – Gary, Nick felügyelője
- Stephen Root – Elliot, Nick szomszédja
- Laura Dern – Delilah, Nick középiskolai barátnője

## Filmkészítés
A forgatásra az arizonai Phoenixben és Scottsdale-ben került sor. A filmet 2010. szeptember 10-én mutatták be a Torontói Nemzetközi Filmfesztiválon, valamint október 15-én a Londoni Filmfesztiválon.

## Bemutató
A film előzetese 2011. április 5-én jelent meg.

## Bevételek
A film világszerte mindössze 2,8 millió dollár bevételt produkált, az 5 milliósra becsült költségével szemben.

## Fogadtatás
Az amerikai filmkritikusok véleményét összegző Rotten Tomatoes 73%-ra értékelte 134 vélemény alapján.

## Fordítás
- Ez a szócikk részben vagy egészben  az   Everything Must Go (film) című angol Wikipédia-szócikk fordításán alapul.  Az eredeti cikk szerkesztőit annak laptörténete sorolja fel. Ez a jelzés csupán a megfogalmazás eredetét és a szerzői jogokat jelzi, nem szolgál a cikkben szereplő információk forrásmegjelöléseként.